# Hypochnicium
Гіпочніціум (Hypochnicium) — рід кортиціоїдних грибів родини Meruliaceae. Назва вперше опублікована 1958 року.
В Україні зустрічається Гіпочніціум атласний (Hypochnicium bombycinum), Гіпочніціум землеродний (Hypochnicium geogenium).

## Галерея

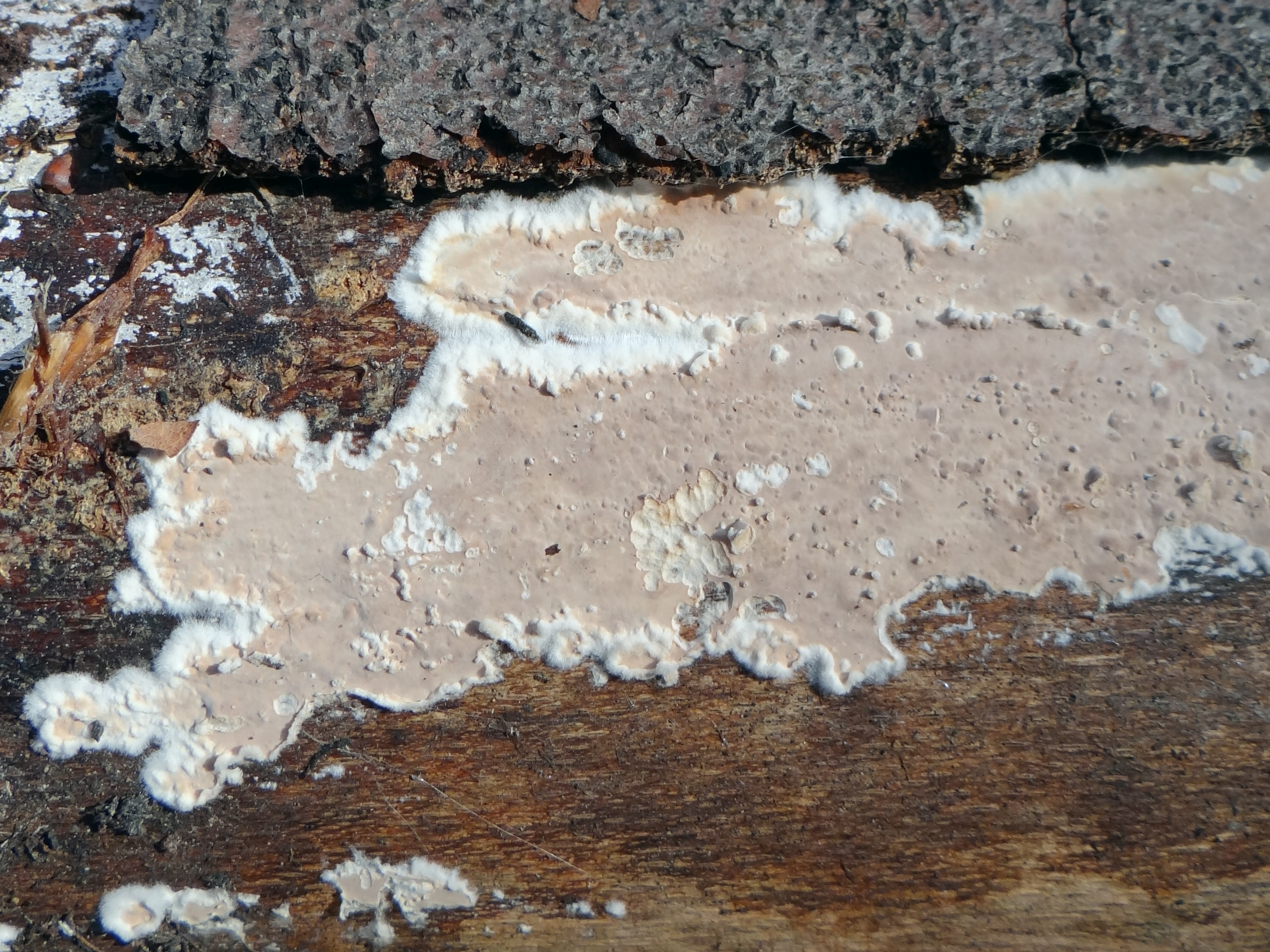
Hypochnicium bombycinum
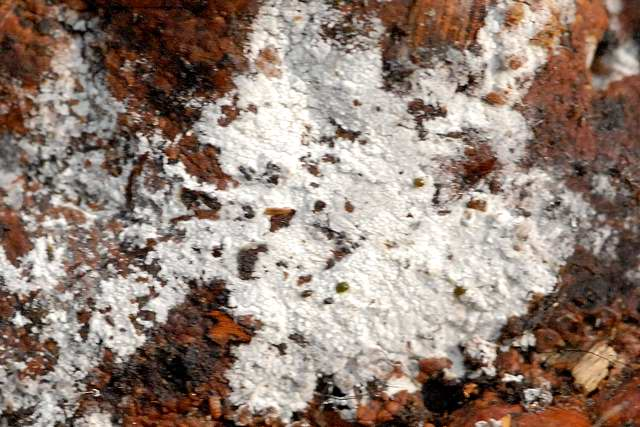
Hypochnicium sphaerosporum